# Light music
О «лёгкой» популярной музыке см. easy listening
Лёгкая музыка (англ. light music) — понятие, охватывающее различные музыкальные жанры (со времён Моцарта и Шуберта), предназначенные в основном для развлекательных целей, нередко служащие фоном для различных занятий, отличающиеся несложным содержанием и легко доступные для восприятия. Понятие «лёгкая музыка» охватывает широкий диапазон жанров — от танцев, маршей и песен до инструментальных сюит, попурри, рапсодий; к этому виду музыки относится и оперетта. Для сочинений лёгкой музыки характерны простые, легко запоминающиеся мелодии, доступность музыкального языка.

## История
Разрыв между «серьёзной» и «лёгкой» музыкой произошёл в XIX веке, в XVIII его ещё не существовало, и многие великие композиторы прошлого, в том числе В. А. Моцарт и Ф. Шуберт, в той или иной мере отдали дань лёгким жанрам — салонной музыке.
Примером легкой музыки Моцарта можно считать «маленькую ночную музыку» — eine kleine Nachtmusik.
Современное разделение музыки на «серьёзную» и «лёгкую», писал Теодор Адорно, по сути — известное ещё с античных времён противопоставление (не исключавшее и взаимопроникновения) «высокого» и «низкого» искусства.
«Золотой эрой» лёгкой музыки можно считать 1950—60-е годы, когда процветала индустрия оркестровой музыки и традиционной эстрады. В отличие от предыдущего музыкального поколения, новые оркестры 1950-х годов делали упор не на джаз или блюз, но на классические принципы аранжировки.
С лёгкой музыкой часто пересекается термин «лаунж», для которого характерны джазовое влияние, импровизации и камерность.

### Разговорное значение «лёгкости» музыки
В наше время под «лёгкой музыкой», помимо собственно жанра (в англоязычном мире известного как «light music»), в русском языке может пониматься ещё и музыка, известная как «easy listening».
Разница терминов:
- «light» — «лёгкий» в значении «легковесный», или, по отношению к музыке, несущая ощущение лёгкости
- «easy» — «лёгкий» в значении «простой», вернее, просто воспринимать.

Также «легкой» подчас называют музыку, помогающую сосредоточить внимание на фильме, игре или активности в помещении; то есть музыку фоновую. Например, на фоновую музыку видеоигр от «Nintendo» оказал влияние жанр фьюжн, жанр-ответвление от джаза.

### Примеры

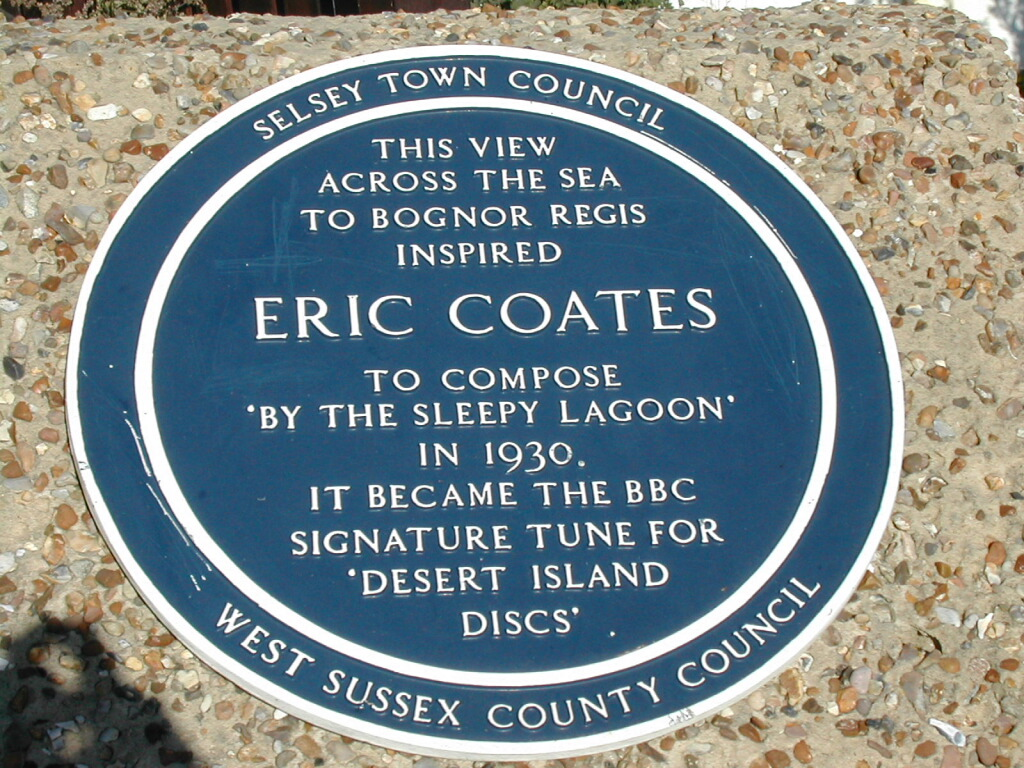
Эрик Коутс был автором популярных в Великобритании «легких» композиций

Среди наиболее популярных и новаторских исполнителей можно назвать оркестры Перси Фейта, Джеки Глисона, Рэя Конниффа, Поля Мориа, Берта Кемпферта, Джеймса Ласта, Герба Алперта, Энтони Вентуры, Boston Pops; из певцов: Фрэнка Синатру, Пери Комо, Энди Уильямса, Энгельберта Хампердинка, Барри Манилоу, Дина Мартина; из пианистов: Ронни Олдрича, Флойда Креймера, Брэдли Джозеф, Ричарда Клайдермана, Хорста Янковского; из гитаристов: Чета Аткинса, Франсиса Гойю, Леса Пола.
Крупные радиостанции многих стран имели свои собственные оркестры, исполнявшие инструментальные обработки популярных шлягеров, безусловно являющиеся лёгкой музыкой. Из этой практики родился новый жанр музыки, известный как «middle of the road», буквально «середина пути».

### Пересечение с жанром фоновой музыки
С лёгкой музыкой пересекается фоновая музыка для торговых центров, которую в то время (в 1950-е/1960-е) также записывали «свои» оркестры при компаниях-поставщиках музыки как сервиса — такие, как Muzak Orchestra при компании Muzak, создавшей из легкой музыки свой особенный, «лифтовой» жанр («elevator music»).
Другим примером подходящей под разнящиеся критерии «легкости» музыки может служить музыка из торговых центров 60-х. Например, музыка, использованная в проигрывателе «Зибург 1000» 1959 года подбиралась в течение 60-х таким образом, чтобы привлекать покупателей и при этом не доставлять дискомфорта продавцам как резкостью, так и монотонностью.
- Предполагалось, что набор пластинок для «Зибурга 1000» менялся раз в 3 месяца + отдельно набирался набор мелодий и джинглов для периода распродаж перед Рождеством. При этом, число 1000 в названии означало, что на 25 долгоиграющих пластинок «Зибурга» помещается до 1000 мелодий (одна долгоиграющая пластинка для Зибурга вмещала в себя около часа музыки на одну сторону).

Сохранившиеся с тех времён подборки музыки так и называют: «seeburg 1000 music», а соответствующий сайт-радиостанция (интернет-радио) так и называется: seeburg1000.com.